# Nettleton (Mississippi)
Nettleton is een plaats (town) in de Amerikaanse staat Mississippi, en valt bestuurlijk gezien onder Lee County en Monroe County.

## Demografie
Bij de volkstelling in 2000 werd het aantal inwoners vastgesteld op 1.932.
In 2006 is het aantal inwoners door het United States Census Bureau geschat op 2.017, een stijging van 85 (4,4%).

## Geografie
Volgens het United States Census Bureau beslaat de plaats een oppervlakte van
7,0 km², geheel bestaande uit land. Nettleton ligt op ongeveer 64 m boven zeeniveau.

## Plaatsen in de nabije omgeving
De onderstaande figuur toont nabijgelegen plaatsen in een straal van 20 km rond Nettleton.